# 阿格尼斯 (密蘇里州)
阿格尼斯（英語：Agnes）是位於美國密蘇里州拉克利德縣的非建制地區。

## 歷史
阿格尼斯的郵局於1896年設立，其後於1933年停運。當地於1925年時共有人口8人。

## 地理
阿格尼斯所處的海拔為高於海平面353米（即1158英呎），而該地所採用的時區為UTC-6，即北美中部時區（CST）。同時該地設有夏令時間，為UTC-6調快一小時，即UTC-5（CDT）。